# Jessea
Jessea é um género botânico pertencente à família Asteraceae.